# 隱形超人
隱形超人是台灣歌手郭采潔首張專輯，於2007年12月25日發行，片數為1CD。

## 簡介
郭采潔的首張個人專輯《隱形超人》在2007年12月21日進行預購，12月25日正式發行。專輯命名是參照她在痞客邦個人部落格的名稱，希望塑造一個堅強的超人形象。
在未發片前，單曲「I Remember」在ezPeer+的西洋單曲排行榜先奪冠，擊敗多名西洋歌手， 連奪八週冠軍 及三十六週（截至7月31日）上榜，排名第十六。是當時唯一華語歌曲及專輯在西洋單曲排行榜上榜。 最終憑「I Remember」獲ezPeer+ 2008西洋單曲榜年度亞軍。
「I Remember」是由郭采潔所創作，紀念其母親在生弟弟時因難產逝世。「I Need You」，由郭采潔和陳偉作曲，並和范逸敏填詞。這首歌曲的音樂錄影帶特別找來郭采潔於高中時的台北市立松山高級中學學長何守正擔任前導CF的男主角。 另一首歌曲「誠實地想你」，是韓劇咖啡王子1號店台灣版的片尾曲。

## 曲目
| 曲序 | 曲目          |                | 作曲         | 编曲         | 备注                      | 时长 |
| ---- | ------------- | -------------- | ------------ | ------------ | ------------------------- | ---- |
| 1.   | I Remember    | 陳偉、郭采潔   | 陳偉、郭采潔 | 陳偉         |                           | 3:37 |
| 2.   | I Need You    | 范逸敏、郭采潔 | 陳偉、郭采潔 | 陳偉         |                           | 4:15 |
| 3.   | Shopping 明天 | 徐世珍         | 憶詩         | 陳偉         |                           | 3:55 |
| 4.   | 快一點        | 范逸敏         | 陳偉         | 陳偉、黃文萱 |                           | 3:10 |
| 5.   | 隱形超人      | 小寒           | 陳品穎       | 郭偉聰、陳偉 |                           | 4:12 |
| 6.   | 誠實地想你    | 姚若龍         | 顏克前       | 呂紹淳、陳偉 |                           | 4:20 |
| 7.   | 欠踹的背影    | 俞方           | 李毅杰       | 郭偉聰       |                           | 3:21 |
| 8.   | 我的未來式    | 劉偉恩         | Jun Gyu Jeon | 轻松玩       | 原曲為Fin.K.L.的《HAPPY》 | 3:16 |
| 9.   | 走路飛行      | 嚴云農         | 鄭可望       | 陳偉         |                           | 4:23 |
| 10.  | 愛情定格      | 易家揚         | 阿沁         | 劉文仁       |                           | 3:39 |

## 歌曲
- 「I Remember」這首歌曲是由郭采潔所填詞及作曲，由陳偉老師協助。但歌詞只填上了一半，原先是應有中文歌詞填上去，但發行時只有英文歌詞，紀念母親在她小時候因生弟弟時難產而逝世。
- 「I Need You」這首歌曲，由郭采潔及陳偉作曲，郭采潔及范逸敏填詞。
- 「誠實地想你」這首歌曲是韓劇咖啡王子1號店片尾曲。
- 「愛情定格」這首歌曲是由阿沁所創作，阿沁把此曲送給郭采潔。
- 「我的未来式」后被陈每文翻唱，作为大陆电视剧爱情公寓的主题曲。

## 音樂錄影帶
| 歌曲名稱   | 導演   |
| ---------- | ------ |
| I Remember |        |
| I Need You | 黃中平 |
| 快一點     | 比爾賈 |
| 隱形超人   | 黃中平 |
| 誠實地想你 | 呂來慧 |
| 愛情定格   | 呂來慧 |

## 排行榜
「I Remember」在ezPeer+的西洋單曲排行榜先奪冠，擊敗多名西洋歌手，連奪八週冠軍及三十六週（截至7月31日）上榜，排名第十六。

## 外部連結
- 華納線上音樂雜誌
- ezPeer+
- KKBOX
- 博客來音樂館 （页面存档备份，存于）